# Casa Batlló
| Casa Batlló      | Casa Batlló                             |
| ---------------- | --------------------------------------- |
|                  |                                         |
| Basisdaten       |                                         |
| Ort:             | Eixample, Barcelona, Katalonien         |
| Verwendung:      | Appartementhaus                         |
| Bauzeit:         | 1904–1906                               |
| Architekt:       | Antoni Gaudí                            |
| Baustil:         | Modernisme                              |
| Technische Daten |                                         |
| Höhe:            | 32 m                                    |
| Breite:          | 14,5 m                                  |
| Tiefe:           | 31 m                                    |
| Stockwerke:      | 6                                       |
| Baustoff:        | Beton, Eisen, Sandstein, Keramik, Glas, |

Casa Batlló ([ˌka.zə bəʎˈʎo] 
katalanisch, auch spanisch, für „Haus Batlló“ – benannt nach seinem ehemaligen Besitzer) ist ein Wohn- und Geschäftshaus nach einem Entwurf von Antoni Gaudí am Passeig de Gràcia 43 in Barcelonas Stadtteil Eixample. Es gilt als eines der baulichen Glanzstücke der Stadt.

## Geschichte
Das 1877 errichtete Gebäude wurde von 1904 bis 1906 für den Textilindustriellen Josep Batlló i Casanovas von Grund auf im Stile des Modernisme umgebaut. Gaudí arbeitete dabei mit Josep Maria Jujol und Joan Rubió i Bellver zusammen. Darüber hinaus waren an der Ausgestaltung die Bildhauer Joan Beltran, Josep Llimona, Carles Maní i Roig, Joan Matamala i Flotats und Llorenç Matamala i Pinyol beteiligt. Die Keramiken, die Gaudí hier wie bei vielen anderen seiner Bauten sehr stark gestalterisch einsetzte, stammen von Sebastià Ribó.
Die farbenreiche Fassade gibt die Legende des Heiligen Georg wieder, des Schutzpatrons Kataloniens (hier Sant Jordi genannt): Das Dach stellt die Schuppen des Drachens dar, gegen den der Heilige Georg kämpft, das Kreuz auf dem Dach ist seine Lanze. Die schmiedeeisernen Balkone stehen für Totenköpfe und die Galerie im ersten Stock für das Maul des Drachens.
Casa Batlló steht seit 1962 unter Denkmalschutz und wurde 2005 zusammen mit anderen Werken Gaudís in die Liste des UNESCO-Weltkulturerbes aufgenommen. Es befindet sich im Besitz der Familie Bernat (Gründer von Chupa Chups), die 1995 eine umfassende Restaurierung initiierte. Das Gebäude kann größtenteils besichtigt werden – unter anderem das Foyer, die Beletage, das Treppenhaus, der Dachboden, das Dach und der Hinterhof. Mit knapp einer Million Besuchern pro Jahr gehört es zu den zehn wichtigsten Sehenswürdigkeiten Barcelonas.

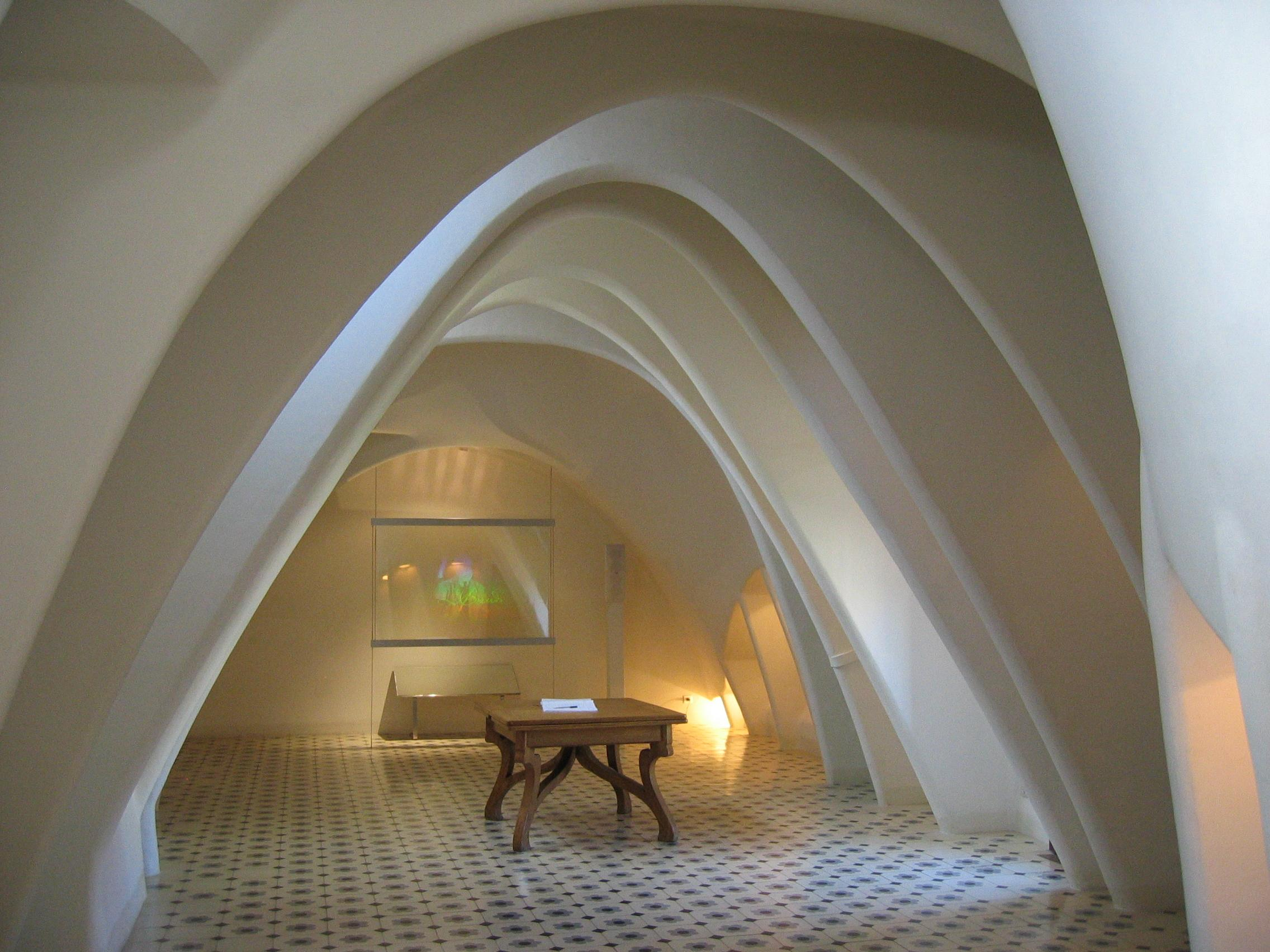
Dachboden
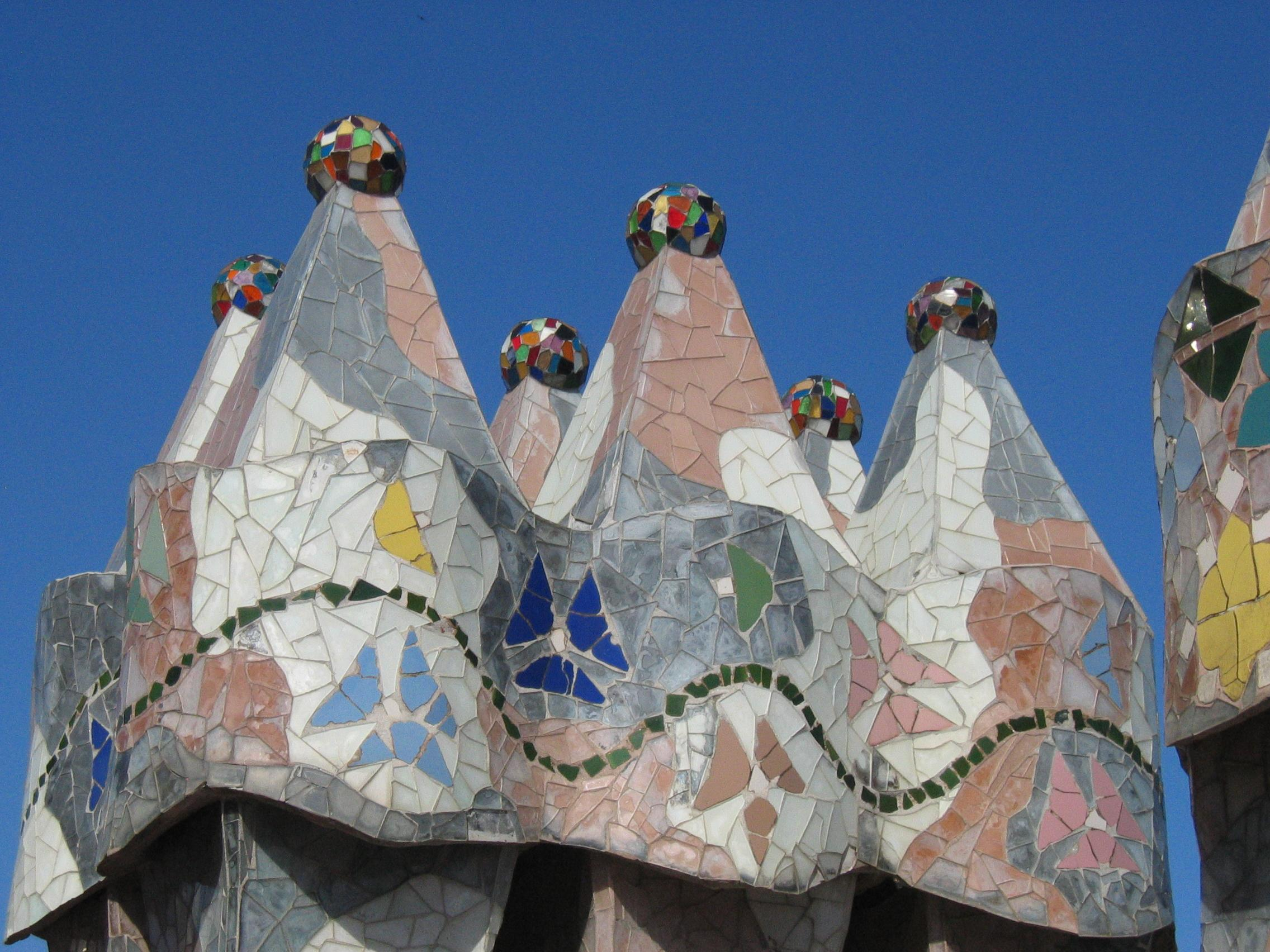
Kamine auf der Dachterrasse
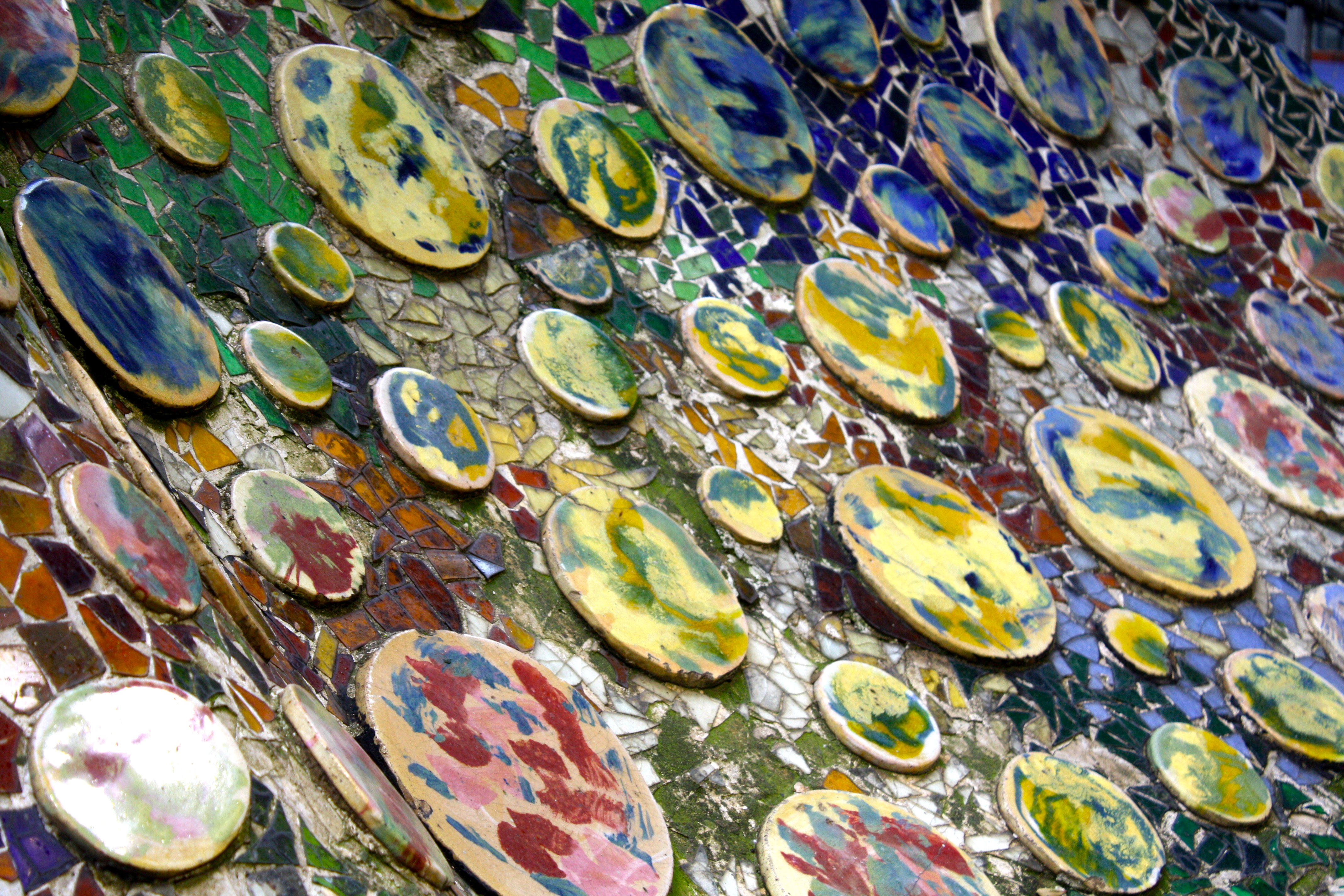
Detail der Fassadengestaltung
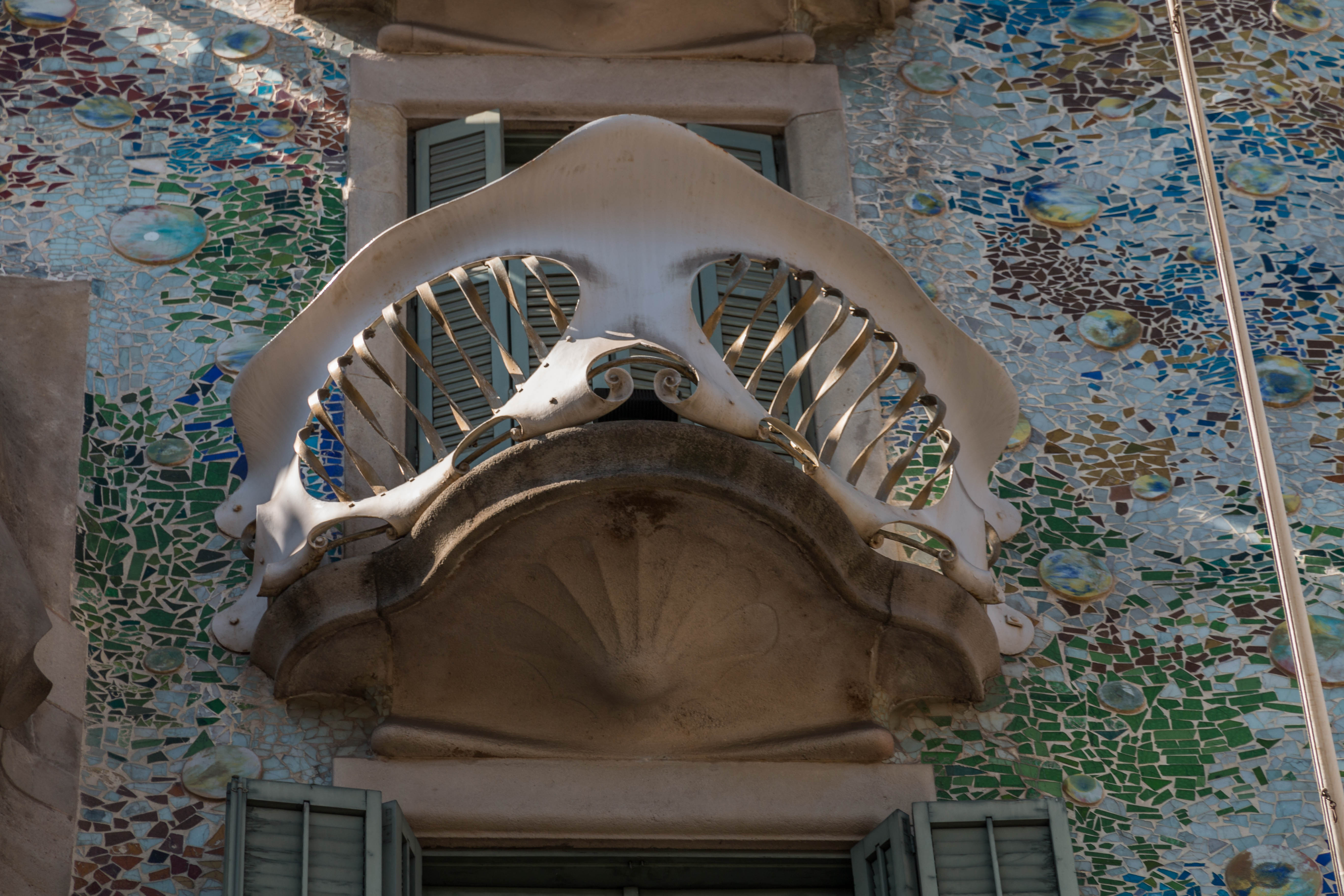
Balkon des Casa Batlló im Detail
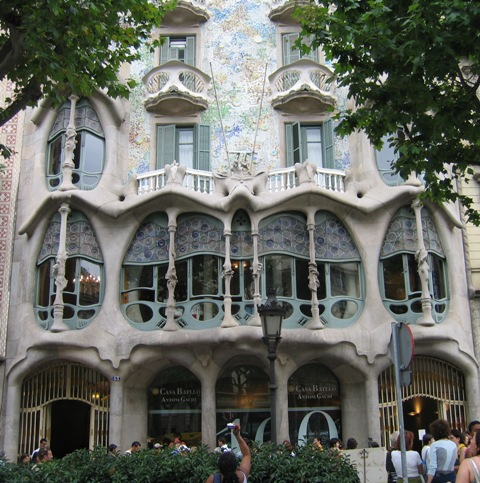
Straßenfassade am Passeig de Gràcia
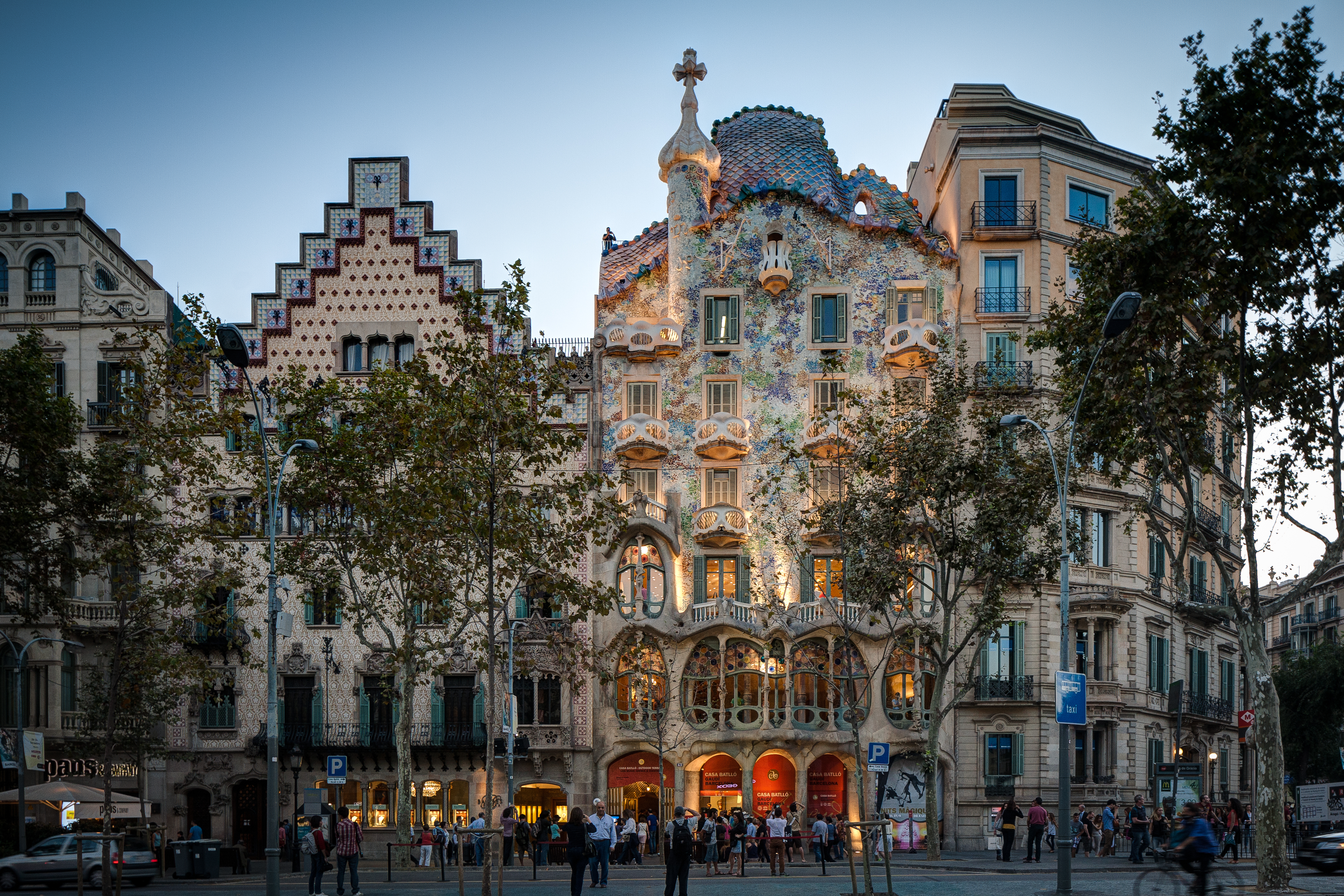
Ansicht von der gegenüberliegenden Straßenseite
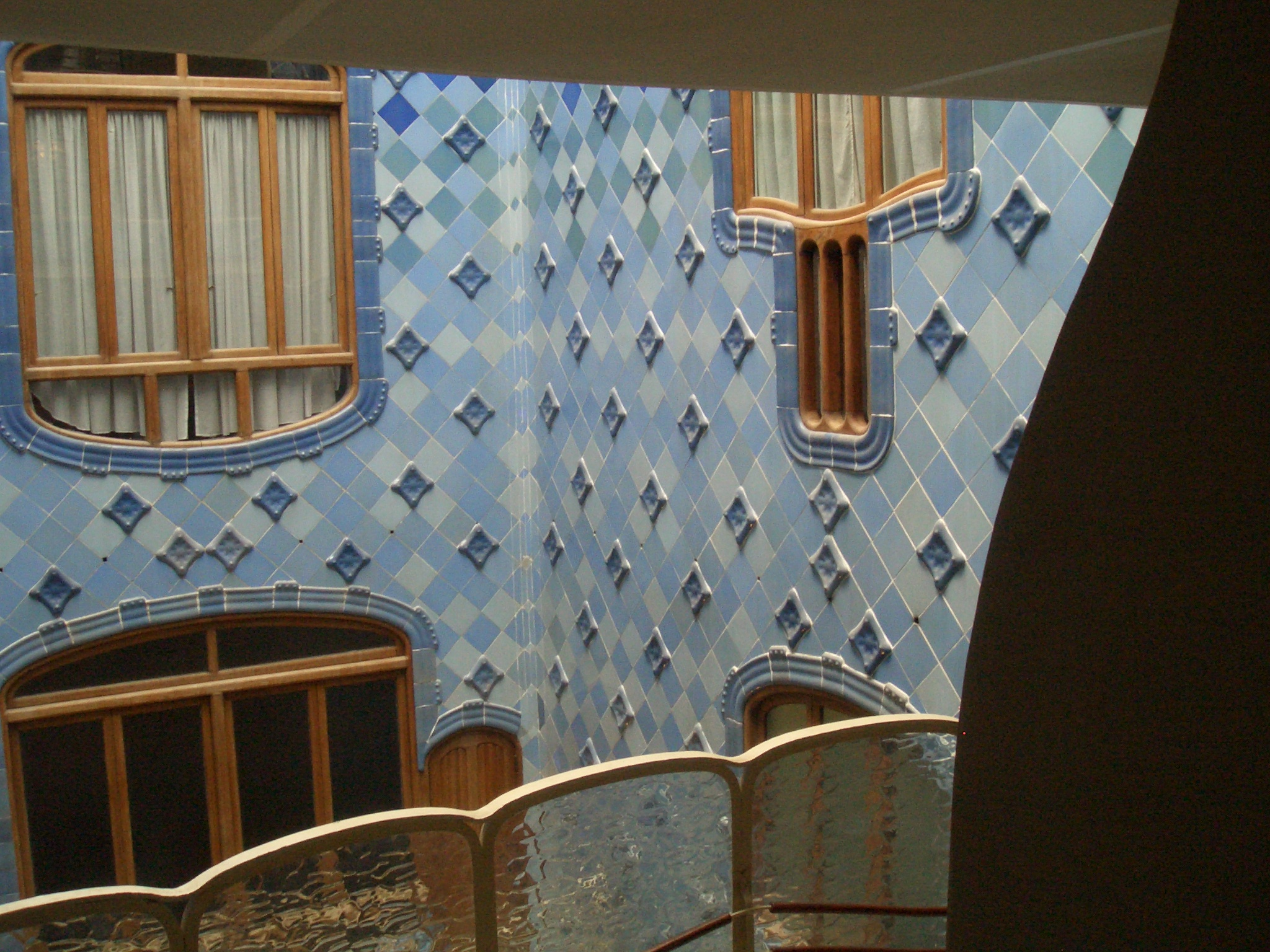
Treppenhaus
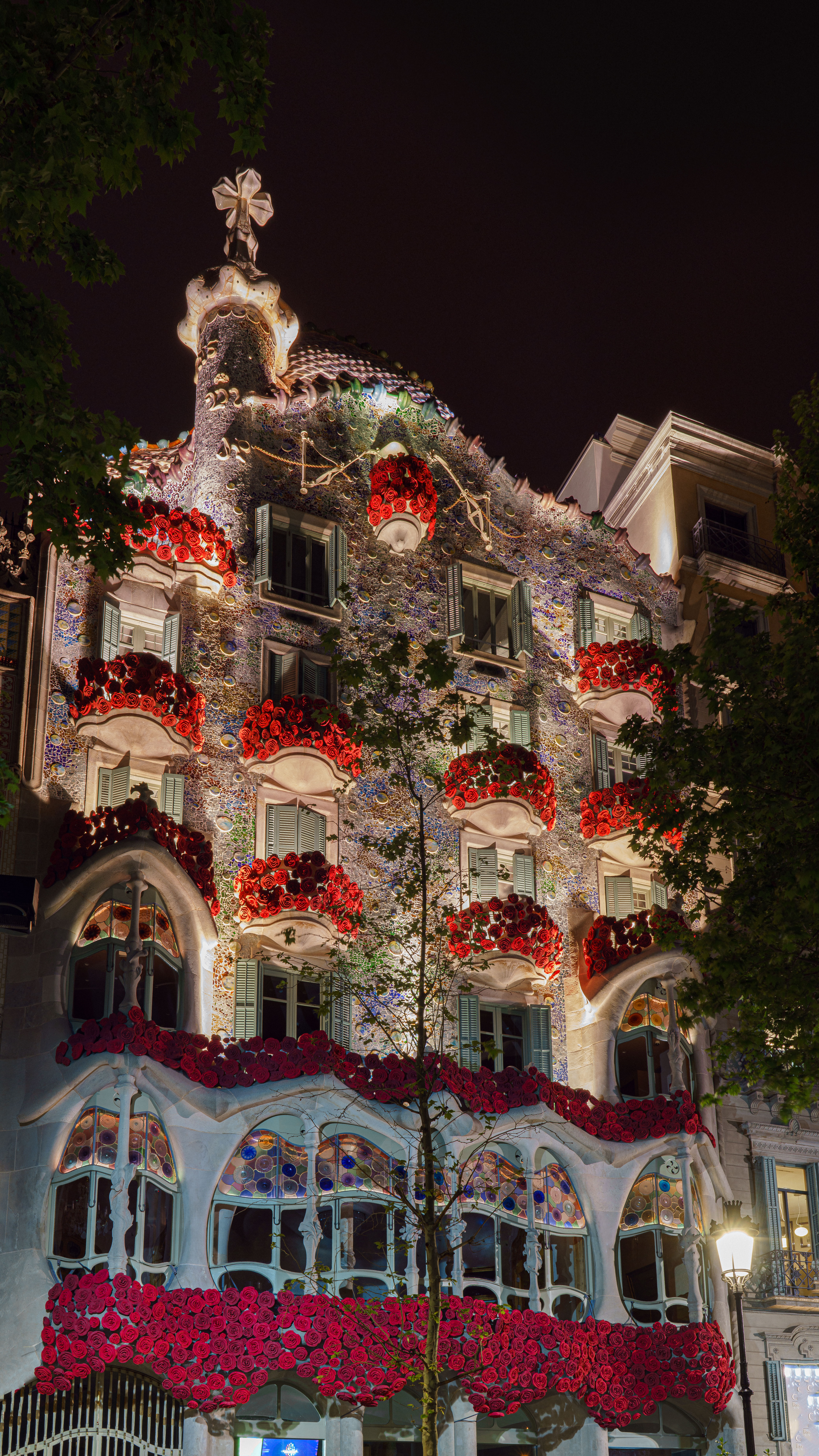
Nachtansicht